# Systolosoma breve
Systolosoma breve is een keversoort uit de familie Trachypachidae. De wetenschappelijke naam van de soort is voor het eerst geldig gepubliceerd in 1849 door Solier.